# 小島正樹
小島 正樹（こじま まさき）は、日本の小説家、推理作家。埼玉県生まれ。日本推理作家協会会員。本格ミステリ作家クラブ会員。代表作に「海老原浩一シリーズ」など。

## 経歴・人物
2000年、『御手洗パロディ・サイト事件（上）』に「鉄騎疾走す」が掲載される。2001年、『パロサイ・ホテル（下）』に「雪に吊られた男」が掲載される。2005年、『天に還る舟』（島田荘司との共著）で小説家デビュー。2008年、『十三回忌』で単独デビューを果たす。2010年、『扼殺のロンド』が「本格ミステリ・ベスト10」2011年版の17位にランクインする。2011年、『龍の寺の晒し首』が「本格ミステリ・ベスト10」2012年版の11位にランクインする。2015年、『扼殺のロンド』が第6回エキナカ書店大賞に選ばれる。強く感銘を受けた作品として、横溝正史『夜歩く』、綾辻行人『十角館の殺人』、殊能将之『ハサミ男』を挙げている。リバーカヤックの愛好家であり、作品中にもしばしばリバーカヤックが登場する。

## 作風
1つの作品の中に謎やトリックをたくさん詰め込む作風で知られ、「やりすぎ」との評価を受けたことから、「やりすぎミステリ」（通称「やりミス」）の伝道師を自称している。横溝正史、京極夏彦、三津田信三らの作品に影響を受けている。『海老原浩一シリーズ』では、暗く悲しい場面が多い中で、探偵の海老原浩一が登場する場面は、ユーモアを交えるなどして明るくしよう、と心がけて作られている。

## 著作

### 単行本

#### 海老原浩一シリーズ
- 天に還る舟（2005年7月 SSKノベルス） - 島田荘司との共著
- 十三回忌（2008年10月 原書房ミステリー・リーグ / 2013年7月 双葉文庫）
- 扼殺のロンド（2010年1月 原書房ミステリー・リーグ / 2014年4月 双葉文庫）
- 龍の寺の晒し首（2011年3月 南雲堂）
- 綺譚の島（2012年2月 原書房ミステリー・リーグ）
- 祟り火の一族（2012年10月 双葉社 / 2015年12月 双葉文庫）
- 呪い殺しの村（2015年2月 双葉社 / 2018年3月 双葉文庫）
- 怨み籠の密室 (2021年2月 双葉文庫)

#### 那珂邦彦シリーズ
- 武家屋敷の殺人（2009年11月 講談社ノベルス / 2016年8月 講談社文庫）
- 四月の橋（2010年9月 講談社ノベルス）

#### 硝子の探偵シリーズ
- 硝子の探偵と消えた白バイ（2013年7月 講談社ノベルス / 2017年8月 講談社文庫）
- 硝子の探偵と銀の密室（2014年6月 講談社ノベルス）

#### 浜中刑事シリーズ
- 浜中刑事の妄想と檄運（2015年4月 南雲堂）
  - 収録作品：浜中刑事の強運 / 浜中刑事の悲運
- 浜中刑事の迷走と幸運（2017年2月 南雲堂）
- 誘拐の免罪符 浜中刑事の奔走 (2018年8月 南雲堂)
- 愚者の決断――浜中刑事の杞憂 (2020年5月 南雲堂)
- 仮面の復讐者――浜中刑事の逆転 (2022年6月 南雲堂)

#### ブラッド・ブレインシリーズ
- ブラッド・ブレイン 闇探偵の降臨（2016年9月 講談社ノベルス / 2019年6月 講談社タイガ）
- ブラッド・ブレイン2 闇探偵の暗躍 (2019年7月 講談社タイガ)
- ブラッド・ブレイン3 闇探偵の旋律 (2019年8月 講談社タイガ)

#### その他
- 永遠の殺人者 おんぶ探偵城沢薫の手日記（2013年8月 文藝春秋）
- モノクローム・レクイエム（2015年8月 徳間書店 / 2017年9月 徳間文庫）
  - 収録作品：火中の亡霊 / 踊る百の目 / 四次元の凶器 / 怨霊の家 / 見えざる犯罪者

### アンソロジー
「」内が小島正樹の作品
- 御手洗パロディ・サイト事件（上）（2000年4月 南雲堂 / 2001年8月 SSKノベルス）「鉄騎疾走す」
- パロサイ・ホテル（下）（2001年8月 SSKノベルス）「雪に吊られた男」
- ミステリ・オールスターズ（2010年9月 角川書店 / 2012年9月 角川文庫）「腕時計」
- 密室晩餐会（2011年6月 原書房ミステリー・リーグ）「密室からの逃亡者」

### 単行本未収録短編
- 小沢刑事とリンゴちゃん（双葉社WEBマガジン『カラフル』2014年4月更新）[7]